# Saman

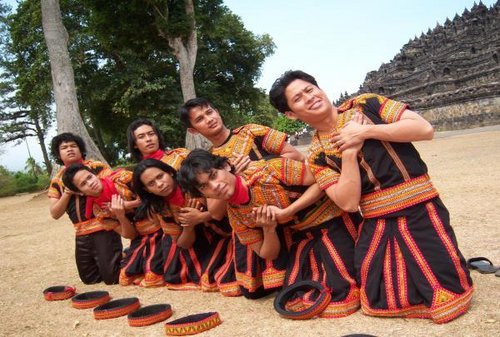
Ball Saman

Saman (o el ball d'un miler de mans) és un dels balls més populars de l'Indonèsia. El seu origen prové del grup ètnic Gayo de la regència de Gayo Lues, a Aceh, Sumatra, i normalment se celebra per esdeveniments importants. El ball és caracteritzat pel seu ritme trepidant i l'harmonia entre els ballarins, figures claus del Saman.
El 24 de novembre de 2011, la UNESCO va reconèixer oficialment la dansa tradicional Saman d'Aceh com a Obra mestra del Patrimoni Oral i Intangible de la Humanitat, amb necessitat de protecció urgent.
L'Associació de Turisme de l'Associació de Nacions del Sud-est Asiàtic (ASEANTA) va designar el Saman com el millor esforç de preservació cultural en la 25èna edició dels Premis a l'Excel·lència, el 2012.